# William Odom
William Eldridge Odom (ur. 23 czerwca 1932 w Cookeville, zm. 30 maja 2008 w Lincoln) – generał porucznik United States Army, oficer wywiadu wojskowego Stanów Zjednoczonych, dyplomata, m.in. dyrektor Narodowej Agencji Bezpieczeństwa od 1985 do 1988, zwolennik twardej polityki wobec Związku Radzieckiego, zwany „superjastrzębiem”.

## Życiorys
W 1954 ukończył Akademię Wojskową Stanów Zjednoczonych w West Point i w stopniu podporucznika rozpoczął służbę w US Army. W latach 1954–1960 stacjonował w Stanach Zjednoczonych i Niemczech Zachodnich. W 1962 uzyskał magisterium w dziedzinie nauk politycznych na Uniwersytecie Columbia, na którym w 1970 zdobył także stopień doktora.
W latach 1964–1966 był oficerem łącznikowym, utrzymującym kontakt z siłami radzieckimi w Poczdamie w Niemczech. Następnie od 1970 do 1971 – już w randze podpułkownika – przebywał w Wietnamie, będąc członkiem sztabu ds. planowania, polityki i programów, w którym zajmował się m.in. „wietnamizacją” toczącej się wojny. Po powrocie do Stanów Zjednoczonych gościnnie wykładał na Uniwersytecie Columbia, a w 1972 został mianowany zastępcą attaché wojskowego przy ambasadzie amerykańskiej w Moskwie. Funkcję tę pełnił do 1974.
Po powrocie z ZSRR był wykładowcą w Akademii Wojskowej w West Point. W 1977 został asystentem wojskowym Zbigniewa Brzezińskiego, doradcy ds. bezpieczeństwa narodowego. Był zwolennikiem zdecydowanej reakcji Stanów Zjednoczonych na radziecką interwencję w Afganistanie oraz w czasie kryzysu irańskiego, spowodowanego przetrzymywaniem zakładników w ambasadzie amerykańskiej w Teheranie.
Na początku 1981 opuścił Radę Bezpieczeństwa Narodowego (NSC) i w listopadzie tego samego roku został mianowany zastępcą szefa sztabu sił lądowych ds. wywiadu. W 1984 otrzymał awans na stopień generała porucznika. Następnie, w maju 1985 zastąpił Lincolna Faurera, generała sił powietrznych, na stanowisku dyrektora Agencji Bezpieczeństwa Narodowego. Rok później, zaniepokojony rozgłosem procesu sądowego Ronalda Peltona, byłego specjalisty ds. łączności NSA, a zarazem szpiega radzieckiego, wezwał do wprowadzenia cenzury prasowej w obawie przed ujawnieniem podczas rozprawy metod i technik gromadzenia danych wywiadowczych. Domagał się także wystosowania do mediów apelu o powstrzymanie się od komentowania procesu, wspartego groźbą wszczęcia postępowania sądowego wobec tych, którzy nie zastosują się do wezwania. W rezultacie apel został wystosowany, choć w łagodniejszej i pozbawionej pogróżek formie. Odom krytykował także urzędników administracji Ronalda Reagana za przekazywanie prasie tajnych informacji najwyższej wagi. W jego opinii byli oni znacznie groźniejszym źródłem przecieków niż Kongres. Na konferencji z dziennikarzami wojskowymi 2 września 1987 stwierdził: „W ciągu ostatnich trzech, czterech lat przecieki wyrządziły znacznie więcej szkód wywiadowi łączności niż kiedykolwiek wcześniej. Straty są wręcz niepowetowane.”
Stanowisko dyrektora Agencji Bezpieczeństwa Narodowego sprawował do 1 sierpnia 1988; zastąpił go William Studeman. Wkrótce po opuszczeniu NSA przeszedł w stan spoczynku. Następnie pracował w think tanku Hudson Institute oraz wykładał na uniwersytetach Yale i Georgetown. Był także członkiem komitetu doradców Fundacji Pamięci Ofiar Komunizmu (The Victims of Communism Memorial Foundation).
Zmarł na zawał serca 30 maja 2008. Został pochowany na Cmentarzu Narodowym w Arlington.

### Rodzina
Od 1962 był żonaty z Anne Weld Curtis. Miał z nią syna – Marka.

## Odznaczenia
- Medal Departamentu Obrony za Wzorową Służbę
- Medal Sił Lądowych za Wybitną Służbę
- Legia Zasługi
- Medal za Chwalebną Służbę
- Medal Pochwalny Połączonych Sił Zbrojnych
- Medal Pochwalny Sił Lądowych – dwukrotnie
- Army Occupation Medal
- National Defense Service Medal
- Vietnam Service Medal – dwukrotnie
- Army Service Ribbon
- Army Overseas Service Ribbon – dwukrotnie
- Medal Bezpieczeństwa Narodowego
- Vietnam Staff Service Medal (Wietnam Płd.)
- Medal „Za kampanię w Wietnamie” (Wietnam Płd.)

## Publikacje książkowe
- The Soviet Volunteers: Modernization and Bureaucracy in a Public Mass Organization (1974)
- Trial After Triumph: East Asia After The Cold War (1992)
- On Internal War: American And Soviet Approaches To Third World Clients And Insurgents (1992)
- Americas Military Revolution: Strategy and Structure after the Cold War (1993)
- The Collapse of the Soviet Military (1998)
- Fixing Intelligence: For a More Secure America (2003)
- America's Inadvertent Empire (2004) – wspólnie z Robertem Dujarricem